# Severo Calzetta da Ravenna
Severo Calzetta da Ravenna ou Sevèro da Ravenna, Severo di Domenico Calzetta, surnommé le « Maître des dragons », est un sculpteur italien de la Haute Renaissance et du courant maniériste, né probablement à Ravenne vers 1465/1475, et mort à Ravenne vers 1543.

## Biographie
Severo da Ravenna apparaît dans un document à Ravenne, en 1496. Il est ensuite à Padoue dans les années 1500 où il réalise une statue en marbre de saint Jean-Baptise pour la basilique Saint-Antoine de Padoue. Dans son traité De sculptura, paru en 1504, l'humaniste Pomponius Gauricus écrit qu'il maîtrise la sculpture en bronze, en marbre et en bois. 
En 1509, il quitte Padoue avant l'arrivée des armées de la Ligue de Cambrai et de l'empereur Maximilien. Il s'est installé à Ferrare et y a ouvert plusieurs ateliers puis à Ravenne où il a passé le reste de sa vie et y a établi un atelier de fonderie de bronze particulièrement prolifique.
Son art est proche d'autres grands bronziers de l'époque comme Bartolomeo Bellano, Andrea Riccio ou Desiderio da Firenze. Ne se démarquant pas par des qualités d'originalité particulière, il fait partie du courant post Donatellien ayant développé le goût naturaliste et grotesque. Sa production est très diversifiée, allant du satyre à la figure religieuse, exécutant des objets domestiques (chandeliers, encriers) et des sujets antiques. Son rôle dans l'évolution de la statuette italienne de la Renaissance est ambigu. Comme pour Desidero da Firenze, la critique tend à lui attribuer certains bronzes de Riccio. Pour Philippe Cros, « Severo da Ravenna est en fait l'héritier d'une tradition stylistique locale caractérisée par un réalisme, pour ne pas dire un expressionnisme, parfois non exempt de sécheresse ».

## Œuvres attribuées
- Saint Jean-Baptise, pour la basilique Saint-Antoine de Padoue (1500).
- Vénus pudique du début du XVIe siècle inspirée de statues antiques comme la Vénus Félix ou l' Aphrodite de Cnide, œuvres hellénistiques de Praxitèle[1].
- Le Spinario, ou L'Épine, d'après le thème antique du tireur d'épine dont le Musée du Capitole conserve un des exemples de l'époque romaine[2].
- Satyre agenouillé, au Cleveland Museum of Art (vers 1520)[3].
- Encrier et chandelier avec Hercule enfant tuant les serpents, au Cleveland Museum of Art (vers 1510-1520)[4].
- Thétis courant,  au Cleveland Museum of Art (vers 1527)[5].